# Lithomyrtus microphylla
Lithomyrtus microphylla är en myrtenväxtart som först beskrevs av George Bentham, och fick sitt nu gällande namn av Neil Snow och Gordon P. Guymer. Lithomyrtus microphylla ingår i släktet Lithomyrtus och familjen myrtenväxter.
Artens utbredningsområde är Queensland. Inga underarter finns listade i Catalogue of Life.